# Grecja na Zimowych Igrzyskach Olimpijskich 1972
Grecję na Zimowych Igrzyskach Olimpijskich 1972 reprezentowało trzech zawodników, którzy wystartowali w narciarstwie alpejskim.
Był to siódmy start Grecji na zimowych igrzyskach olimpijskich.

## Narciarstwo alpejskie
Mężczyźni
| Zawodnik              | Konkurencja   | Runda rankingowa | Runda rankingowa   | Finał       | Finał       | Finał            | Finał            | Źródło |
| Zawodnik              | Konkurencja   | Czas             | Pozycja (w grupie) | Czasy       | Czasy       | Czas całkowity   | Pozycja          | Źródło |
| Zawodnik              | Konkurencja   | Czas             | Pozycja (w grupie) | 1. przejazd | 2. przejazd | Czas całkowity   | Pozycja          | Źródło |
| --------------------- | ------------- | ---------------- | ------------------ | ----------- | ----------- | ---------------- | ---------------- | ------ |
| Spiros Teodoru        | Slalom gigant | Nie dotyczy      | Nie dotyczy        | 1:58,41     | 2:03,86     | 4:02,27          | 39.              | [ 1 ]  |
| Panajotis Aleksandris | Slalom gigant | Nie dotyczy      | Nie dotyczy        | 2:03,05     | 2:02,40     | 4:05,45          | 41.              | [ 1 ]  |
| Jeorjos Tamburis      | Slalom gigant | Nie dotyczy      | Nie dotyczy        | 2:10,38     | 2:08,31     | 4:18,69          | 46.              | [ 1 ]  |
| Spiros Teodoru        | Slalom        | DNF              | DNF                | DNF         | NQ          | Nieklasyfikowany | Nieklasyfikowany | [ 2 ]  |
| Jeorjos Tamburis      | Slalom        | 2:25,59          | 5.                 | DNF         | NQ          | Nieklasyfikowany | Nieklasyfikowany | [ 2 ]  |
| Panajotis Aleksandris | Slalom        | 1:59,79          | 6.                 | DNF         | NQ          | Nieklasyfikowany | Nieklasyfikowany | [ 2 ]  |